# Keriye
Keriye, även känt som Yutian (于田县; Yútiánxiàn), är ett härad som lyder under prefekturen Hotan i Xinjiang-regionen i nordvästra Kina. Det ligger omkring 890 kilometer sydväst om regionhuvudstaden Ürümqi. 
Keriyafloden passerar genom Keriye. Keriye ligger längs den historiska handelsleden Sidenvägen.